# Ala-Vuolujärvi
Ala-Vuolujärvi är en sjö i kommunen Brahestad i landskapet Norra Österbotten i Finland. Sjön ligger 86,6 meter över havet. Arean är 53 hektar och strandlinjen är 6,21 kilometer lång. Sjön  ingår i Siikajokis huvudavrinningsområde.   Den ligger omkring 56 kilometer sydväst om Uleåborg och omkring 490 kilometer norr om Helsingfors. 